# Geni.com
Geni.com je web poskytující službu propojené sociální sítě s důrazem na genealogii. Projekt byl spuštěn v beta verzi 16. ledna 2007 web 2.0 společností Geni, Inc. 12. listopadu téhož roku měl server již přes 10 miliónů vytvořených profilů. V dubnu 2008 měl server více než 15 miliónů profilů. V současnosti (březen 2009) je hlavním faktorem nerozšířenosti této sítě, že je lokalizována jen do anglického jazyka, což některým lidem činí potíže s používáním služby.

## Vlastnosti
Uživatel si nejdříve musí vytvořit svůj profil a to tím, že zadá své jméno a e-mailovou adresu. Poté zadá e-mailové adresy své rodiny či přátel a pošle jim pozvánku ke vstupu. Uživatelé mohou graficky manipulovat s profily své rodiny a kdokoliv tak může vytvářet rodokmen. Každý profil má své místo k prezentování: fotoalbum, informace o své osobě (koníčky, zaměstnání, navštěvované školy apod.) či jen informace jakou má oblíbenou knihu či film.

## Obchodní model
Geni není v současnosti[kdy?] výdělečná firma, ale plánuje profitovat na zobrazování reklam uživatelům, jež budou cílené dle demografické polohy uživatele. V omezené míře poskytuje firma placené prémiové služby.
Jediný finanční zdroj tak činí investice. Mezi největší investory patří The Founders Fund, jenž investovala "více než $1 milion”. a Charles River Ventures, jenž investovala 10 milionů amerických dolarů.